# Choraeuspriset
Choraeuspriset är ett litterärt pris som delas ut årligen av Olof och Siri Granholms stiftelse för den svenskösterbottniska litteraturen. Priset har delats ut sedan år 1995, med undantag för år 2010 och år 2012. År 1995 var prissumman 9 000 finska mark. Nu uppgår den till 12 000 euro.
Priset utses av stiftelsens styrelse och delas ut utan ansökan. Pristagaren belönas primärt inte för ett enskilt verk utan för sitt författarskap. Priset kan också delas ut till personer vars författarskap ännu inte är så omfattande, om de uppvisar begåvning, skicklighet och originalitet. Organisationer och institutioner som befrämjar den svenskösterbottniska litteraturen kan också erhålla priset.
Priset har fått sitt namn efter författaren och prästen Michael Choraeus. Han föddes i Vörå 1774, men flyttade till Sverige i femtonårsåldern efter faderns död och togs omhand av släktingar. Han utbildades vid Uppsala universitet och var under en tid verksam som privatlärare i Jakobstad och Åbo. Choraeus levde i Sverige största delen av sitt liv men hade starka band till Finland.

## Pristagare
- Lolan Björkman - 1995
- Sven-Erik Klinkmann - 1996
- Carita Nyström - 1997
- Anita Wikman - 1998
- Ralf Norrman - 1999
- Anna-Lisa Sahlström - 2000
- Gösta Ågren - 2001
- Leif Sjöström - 2002
- Christer Laurén - 2003
- Ann-Helen Attianese - 2004
- Maria Sandin - 2005
- Karl-Gustav Olin - 2006
- Kaj Hedman - 2007
- Marita Gleisner - 2008
- Bertel Nygård - 2009
- Ingen utdelning - 2010
- Kenneth Myntti - 2011
- Ingen utdelning - 2012
- Ralf Andtbacka - 2013
- Wava Stürmer - 2014
- Eva-Stina Byggmästar - 2015
- Berndt Berglund - 2016
- Ann-Luise Bertell - 2017
- Gurli Lindén - 2018
- Wasa Teater - 2019
- Lars Sund - 2020
- Catharina Östman - 2021
- Yvonne Hoffman - 2022
- Dennis Rundt - 2023
- Peter Sandström - 2024
- Metha Skog - 2025